# Conus richeri
Conus richeri é uma espécie de gastrópode do gênero Conus, pertencente à família Conidae.